# Зооид
Зооид в биологии — особь, являющаяся частью колониального организма. Данная жизненная форма характерна для неродственных таксонов. Зооиды могут быть либо напрямую соединены между собой (например, кораллы, Catenulida, сифонофоры, пиросомы), либо иметь общий экзоскелет (например, мшанки и перистожаберные). 
Зооиды могут проявлять полиморфизм. Например, у современных мшанок зооиды могут быть приспособлены для выполнения различных функций, включая питание, прикрепление колонии к субстрату и размножение.
Существует взаимосвязь между размером зооидов некоторых групп водных животных и температурой окружающей среды. Изменения размера зооидов окаменелых колоний можно использовать в качестве индикатора температуры и сезонности морей в геологическом прошлом.